# Simon Ammann
Simon Ammann (* 25. Juni 1981 in Grabs) ist ein Schweizer Skispringer.
Ammann wurde bei den Olympischen Winterspielen 2002 im US-amerikanischen Salt Lake City und bei den Olympischen Winterspielen 2010 im kanadischen Vancouver jeweils doppelter Olympiasieger sowohl im Einzelwettkampf von der Normalschanze als auch von der Grossschanze, womit er in der Skisprung-Historie der erfolgreichste Skispringer bei olympischen Einzelwettbewerben und neben dem Skilangläufer Dario Cologna sportartenübergreifend der erfolgreichste Schweizer Winterolympionike ist.
Seit 1997 startet er im Skisprung-Weltcup, in dem er bislang 23 Wettkämpfe für sich entscheiden und dessen Gesamtwertung er in der Saison 2009/10 gewinnen konnte. Bei der Skiflug-Weltmeisterschaft 2010 in Planica gewann er den Weltmeistertitel im Einzelfliegen. Hinzu kommen vier Medaillen bei Nordischen Skiweltmeisterschaften, darunter eine goldene im Einzelspringen von der Grossschanze bei den Nordischen Skiweltmeisterschaften 2007 in Sapporo sowie der Gesamtsieg im Skisprung-Grand-Prix im Sommer 2009.

## Herkunft und Persönliches
Simon Ammann wuchs auf einem Bauernhof in Unterwasser, einer Ortschaft der politischen Gemeinde Wildhaus-Alt St. Johann im Toggenburg, Kanton St. Gallen, auf. Er heiratete am 25. Juni 2010, seinem 29. Geburtstag, seine langjährige Freundin. Die beiden haben drei gemeinsame Kinder, zwei Söhne und eine Tochter.
Ammann ist seit dem 19. November 2012 Inhaber einer Privatpilotenlizenz. Gemeinsam mit seinem früheren Konkurrenten, dem ehemaligen deutschen Skispringer Martin Schmitt, gründete er 2015 eine Sportagentur. Im September 2018 begann er ein Studium der Betriebswirtschaftslehre an der Universität St. Gallen.

## Werdegang

### Frühe Teilnahme an Olympischen Winterspielen und erste Erfolge im Weltcup (1997–2002)
Simon Ammann erzielte im Alter von 16 Jahren beim Eröffnungsspringen der Vierschanzentournee 1997/98 am 29. Dezember 1997 in Oberstdorf mit einem 15. Platz seine ersten Weltcuppunkte. Damit qualifizierte er sich für die Schweizer Olympiamannschaft der Winterspiele 1998 in Nagano, wo er zunächst im Teamspringen gemeinsam mit Sylvain Freiholz, Marco Steinauer und Bruno Reuteler Sechster und dann im Einzelspringen von der Normalschanze 35. sowie in dem von der Grossschanze 39. wurde. Knapp ein Jahr später nahm er für die Schweiz an den Nordischen Skiweltmeisterschaften 1999 in Ramsau am Dachstein teil, bei denen er im Einzelspringen von der Normalschanze den 26. Platz belegte.
In der Weltcup-Saison 2001/02 ersprang Ammann mit einem zweiten Platz in Engelberg sowie jeweils einem dritten und zweiten Platz in Predazzo erste Podiumsplatzierungen im Skisprung-Weltcup. Zum Auftakt der 50. Vierschanzentournee am 30. Dezember 2001 in Oberstdorf wurde er beim Sieg des Deutschen Sven Hannawald hinter dem Österreicher Martin Höllwarth Dritter. Während Hannawald mit vier Siegen bei dieser Tournee als erster Skispringer den Grand Slam erreichte, lag Ammann in der Endabrechnung seiner ersten Vierschanzentournee auf dem sechsten Rang. Noch im Jahr zuvor war er bei der Vierschanzentournee 2000/01 nicht einmal für das Schweizer Aufgebot nominiert worden.

### Doppel-Olympiasieg in Salt Lake City und die Folgejahre (2002–2006)
Ammann war Teil der Schweizer Mannschaft bei den Olympischen Winterspielen 2002 im US-amerikanischen Salt Lake City, zu denen er aufgrund seiner Ergebnisse in diesem Winter als Medaillenanwärter reiste. Am 10. Februar 2002 wurde er vor Sven Hannawald und Adam Małysz als erster Schweizer Skispringer Olympiasieger im Einzelspringen von der Normalschanze. Am 13. Februar 2002 gewann er vor Adam Małysz und Matti Hautamäki auch im Einzelspringen von der Grossschanze die Goldmedaille. Zuvor hatte er noch nie ein Weltcupspringen gewonnen. Zum Abschluss der Spiele erreichte er gemeinsam mit Marco Steinauer, Sylvain Freiholz und Andreas Küttel den siebenten Platz im Teamspringen.
Nach den Winterspielen schloss Ammann die Weltcup-Saison 2001/02 mit seinem ersten Weltcupsieg im letzten Einzelspringen der Saison am 17. März 2002 in Oslo ab. Im Gesamtweltcup wurde er Siebenter. In der Weltcup-Saison 2002/03 konnte er nicht an die Leistungen aus dem Vorwinter anknüpfen. Ohne Podiumsplatzierung beendete er sie auf dem 28. Platz im Gesamtweltcup. Bei den Nordischen Skiweltmeisterschaften 2003 in Predazzo wurde er 17. im Einzelspringen von der Grossschanze und Zehnter in dem von der Normalschanze. Mit der Schweizer Mannschaft, die in derselben Besetzung wie ein Jahr zuvor bei den Olympischen Winterspielen antrat, erreichte er den neunten Rang.
Im Verlauf des Winters 2003/04 erzielte er am 28. Februar 2004 in Park City als Zweiter hinter dem Japaner Noriaki Kasai und vor dem Norweger Tommy Ingebrigtsen seine erste Podiumsplatzierung nach fast zwei Jahren. Zuvor hatte er bei der Skiflug-Weltmeisterschaft 2004 im slowenischen Planica den 14. Platz im Einzelfliegen erreicht. Beim Nordic Tournament 2004 belegte er nach zwei weiteren zweiten Plätzen auf dem Lysgårdsbakken in Lillehammer und dem Holmenkollbakken in Oslo hinter dem norwegischen Duo Roar Ljøkelsøy und Bjørn Einar Romøren den dritten Gesamtrang. Im Gesamtweltcup lag er am Ende seiner bis dahin zweitbesten Saison auf dem 13. Platz.
Im Weltcup-Winter 2004/05 blieb Ammann ohne Podiumsplatzierung. Seine beste Platzierung war ein siebenter Platz, den er beim Einzelspringen auf der Mühlenkopfschanze in Willingen erreichte. Im Gesamtweltcup verlor er einige Plätze im Vergleich zum Vorjahr und belegte Platz 23. Bei den Nordischen Skiweltmeisterschaften 2005 in Oberstdorf nahm er an allen vier Skisprung-Wettkämpfen teil. Im Einzelspringen von der Normalschanze erreichte er den 44., in dem von der Grossschanze den 27. Rang. Im Teamspringen von der Normalschanze wurde er gemeinsam mit Michael Möllinger, Marco Steinauer und Andreas Küttel Achter und in dem von der Grossschanze in derselben Teambesetzung Siebenter.

### Olympische Winterspiele in Turin und Weltmeister- sowie Vizeweltmeistertitel in Sapporo (2006–2007)
Auf dem Weg zu den Olympischen Winterspielen 2006 in Turin nahm Simon Ammann im Januar 2006 an der Skiflug-Weltmeisterschaft 2006 auf dem Kulm in Bad Mitterndorf teil. Im Einzelfliegen kam er auf Platz 23. Gemeinsam mit Andreas Küttel, Michael Möllinger und Guido Landert wurde er Siebenter im Teamfliegen. Bei den Winterspielen hatte der als Aussenseiter angereiste Ammann im Training für den Einzelwettkampf von der Normalschanze einen Sturz zu verzeichnen und verpasste im Wettbewerb auf Platz 38 den zweiten Durchgang. Auch im Springen von der Grossschanze konnte er seinen Olympiasieg von 2002 mit Rang 15 nicht wiederholen. Mit dem Schweizer Team, das in derselben Besetzung wie bei der Skiflug-Weltmeisterschaft antrat, wurde er Siebenter. Im Gesamtweltcup der Saison 2005/06 erlangte er in der Endabrechnung Platz 17.
Im Sommer 2006 gewann er am 2. September 2006 im slowenischen Kranj erstmals ein Grand-Prix-Springen. In der Grand-Prix-Gesamtwertung belegte er in diesem Jahr den vierten Rang. Nachdem er zum Auftakt der darauffolgenden Winter-Saison 2006/07 im finnischen Kuusamo den zweiten Platz ersprungen hatte, erreichte Ammann beim nächsten Wettbewerb im norwegischen Lillehammer nach mehr als viereinhalb Jahren seinen zweiten Weltcupsieg. Durch den zweiten Platz von Andreas Küttel war es der erste und bis heute einzige Doppelsieg zweier Schweizer Skispringer. Nach einem weiteren zweiten Platz in Engelberg fuhr Ammann im Gelben Trikot des Gesamtweltcupführenden zur unmittelbar danach stattfindenden Vierschanzentournee 2006/07, welche er nach zwei dritten Plätzen in Innsbruck und Bischofshofen auf dem dritten Rang beendete.
Bei den Nordischen Skiweltmeisterschaften 2007 im japanischen Sapporo gewann er zwei Medaillen. Zunächst wurde er am 24. Februar 2007 Weltmeister im Einzelspringen von der Grossschanze. Dabei siegte er mit einem Vorsprung von 0,2 Punkten vor dem Finnen Harri Olli auf dem Silberrang. Dritter wurde Roar Ljøkelsøy. Im Teamspringen erreichte er, wiederum mit Michael Möllinger, Guido Landert und Andreas Küttel an seiner Seite, den siebenten Platz. Abschliessend gewann er im Einzelspringen von der Normalschanze die Silbermedaille hinter Adam Małysz und vor Thomas Morgenstern. Am 18. März 2007 gewann er zum zweiten Mal das Weltcupspringen in Oslo. Den Gesamtweltcup 2006/07 beendete er hinter Adam Małysz und Anders Jacobsen auf Platz drei. Die Schweiz lag am Saisonende auch in der Nationenwertung auf dem dritten Rang.

### Der Weg nach Vancouver mit einer Bronzemedaille in Liberec (2007–2009)
Der Skisprung-Weltcup 2007/08 brachte für Ammann mit zwei dritten Plätzen in Bischofshofen und Zakopane als besten Ergebnissen den neunten Platz im Gesamtweltcup. Bei der Skiflug-Weltmeisterschaft 2008 wurde er im Einzelfliegen Achter und im Teamfliegen gemeinsam mit Andreas Küttel, Antoine Guignard und Guido Landert Neunter. Nach zwei Siegen und dem zweiten Platz in der Gesamtwertung im Skisprung-Grand-Prix 2008 hinter Gregor Schlierenzauer startete er auch in die Weltcup-Saison 2008/09 mit einem Sieg in Kuusamo. Noch vor der Vierschanzentournee 2008/09 gewann er in Trondheim, Pragelato und Engelberg drei weitere Wettbewerbe und dann auch das Auftaktspringen der Tournee in Oberstdorf, die er als Gesamtzweiter hinter Wolfgang Loitzl, der die drei weiteren Springen für sich entscheiden konnte, und vor Gregor Schlierenzauer abschloss.
Nach der Tournee liess er im weiteren Saisonverlauf noch acht Podiumsplatzierungen folgen, unter denen aber kein Sieg mehr war. Wie schon den Grand Prix im Sommer zuvor schloss er auch den Gesamtweltcup auf dem zweiten Platz ab, erneut hinter Gregor Schlierenzauer, der 13 der 27 Einzelwettbewerbe in dieser Saison gewann. Dritter wurde der Tourneesieger Wolfgang Loitzl. Bei den Nordischen Skiweltmeisterschaften 2009 im tschechischen Liberec gewann er im Einzelspringen von der Normalschanze die Bronzemedaille. Im Wettkampf von der Grossschanze wurde er beim Titelgewinn seines Landsmannes Andreas Küttel Achter. Ein Schweizer Team war bei diesen Weltmeisterschaften nicht am Start. Im Oktober 2009 wurde er zum ersten Mal Schweizer Meister, sowohl im Einzelspringen als auch im Teamspringen mit Luca Egloff, Guido Landert und Pascal Egloff.

### Grand-Prix-Gesamtsieg, erneuter Doppel-Olympiasieg, Skiflug-Weltmeistertitel und Sieg im Gesamtweltcup (2009–2010)
Im Sommer 2009 hatte er zuvor den Gesamtsieg im Skisprung-Grand-Prix 2009 erreicht und dabei drei Wettbewerbe in Hinterzarten, Pragelato und Courchevel gewonnen. Im Winter 2009/10 gewann er wie im Vorjahr noch vor Weihnachten mehrere Springen. Diese fanden in Lillehammer und Engelberg statt. Am 17. Januar 2010 erreichte er in Sapporo seinen vierten und am 3. Februar 2010 in Klingenthal seinen fünften Saisonsieg. Bei den Olympischen Winterspielen 2010 im kanadischen Vancouver gewann Ammann am 13. Februar 2010 die Goldmedaille im Einzelspringen von der Normalschanze vor Adam Małysz und Gregor Schlierenzauer. Eine Woche später setzte er sich am 20. Februar 2010 auch im Einzelspringen von der Grossschanze vor Małysz und Schlierenzauer durch und wurde zum insgesamt vierten Mal Olympiasieger.
Mit seinen vier Goldmedaillen stieg Ammann zum damals erfolgreichsten Schweizer bei Olympischen Winterspielen auf. Der Skilangläufer Dario Cologna gewann bei den Olympischen Winterspielen 2018 ebenfalls seine vierte olympische Goldmedaille und zog mit Ammann gleich, der zudem als erster Skispringer vier Einzel-Goldmedaillen bei Olympischen Winterspielen gewinnen konnte. Der Finne Matti Nykänen hatte in den 1980er-Jahren drei olympische Goldmedaillen im Einzel sowie eine weitere im Team gewonnen. Nach den Winterspielen gewann Ammann durch Siege in den vier verbliebenen Wettbewerben der Saison 2009/10 beim Nordic Tournament 2010 den Gesamtweltcup. Abschliessend wurde er bei der Skiflug-Weltmeisterschaft 2010 in Planica als zweiter Schweizer nach Walter Steiner Skiflug-Weltmeister im Einzel.

### Bronzemedaille in Oslo und erste Gedanken über das Karriereende (2010–2014)

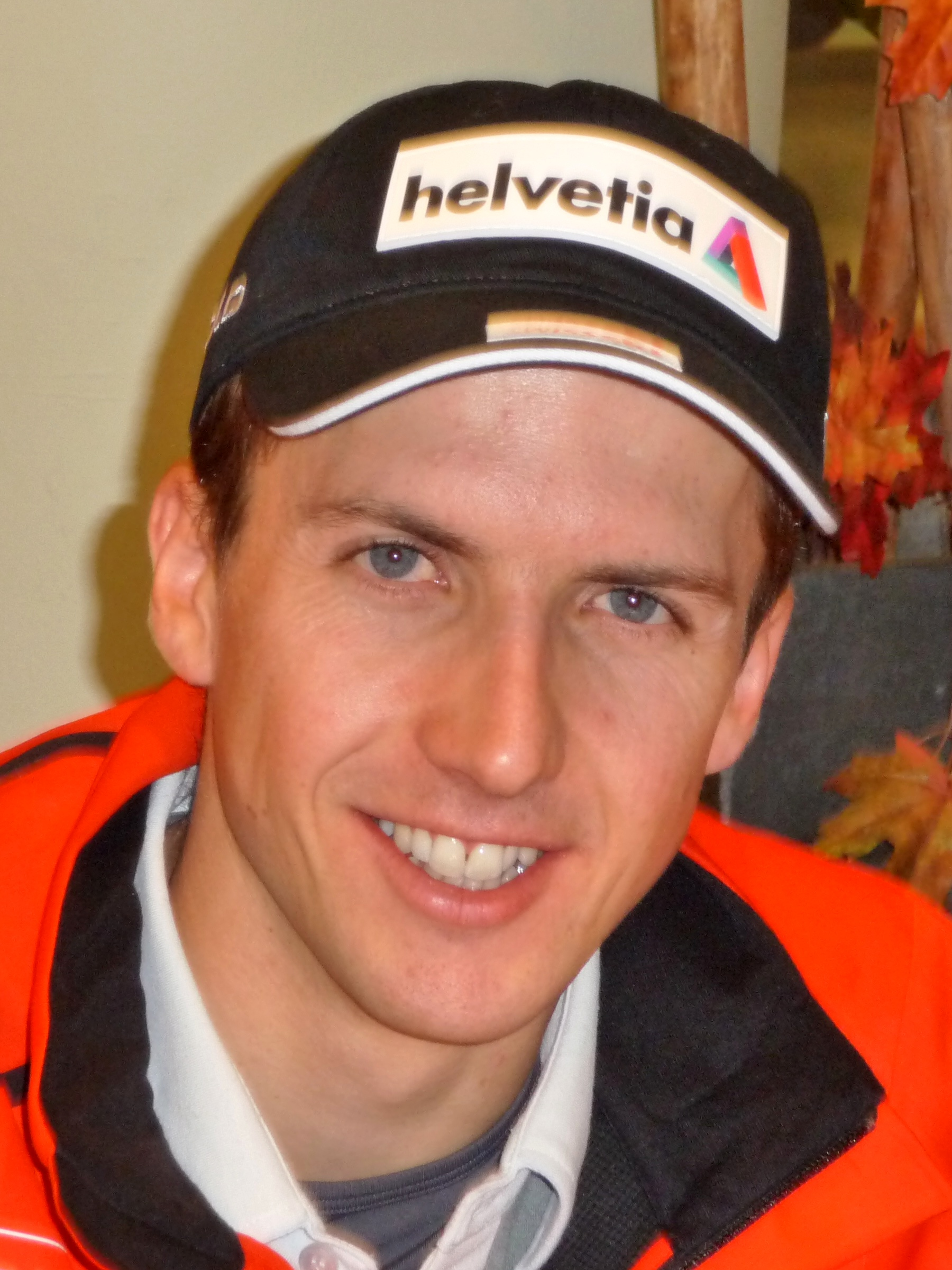
Simon Ammann beim Swiss-Ski-Tag in Bern (2010)

Bei den Schweizer Meisterschaften 2010 in Einsiedeln gewann Ammann von der Normalschanze hinter Andreas Küttel und vor Marco Grigoli die Silbermedaille. Ein Jahr später gewann er bei den nationalen Meisterschaften 2011 wiederum in Einsiedeln sowohl den Titel im Einzel vor Gregor Deschwanden und Pascal Egloff als auch im Team mit Manuel Rüegg, Luca Egloff und Pascal Egloff. In der Weltcup-Saison 2010/11 hatte er zwischenzeitlich den zweiten Platz im Gesamtweltcup mit drei Saisonsiegen in Garmisch-Partenkirchen, Zakopane und Lahti erzielt und auch an den Skiweltmeisterschaften 2011 in Oslo teilgenommen. Bei diesen war er Vierter im Einzelspringen von der Normalschanze geworden und hatte die Bronzemedaille in dem von der Grossschanze gewonnen. Im Team hatte er mit Pascal Egloff, Andreas Küttel und Marco Grigoli Platz zehn erreicht.
In der Saison 2011/12 konnte Ammann zum ersten Mal seit vier Jahren keinen Weltcupsieg erlangen. Auch bei der Vierschanzentournee 2011/12 erzielte er mit dem 19. Rang die schlechteste Platzierung seit der Saison 2007/08. Noch im Jahr zuvor war er bei der Vierschanzentournee 2010/11 wie im Gesamtweltcup hinter Thomas Morgenstern Zweiter geworden. Mit vier Podiumsplatzierungen wurde er Elfter im Gesamtweltcup der Saison 2011/12. Bei der Skiflug-Weltmeisterschaft 2012 verpasste er die Titelverteidigung auf dem 14. Platz. Auch in der Weltcup-Saison 2012/13 blieb er ohne Weltcupsieg und wurde 14. im Gesamtweltcup. Bei den Nordischen Skiweltmeisterschaften 2013 in Predazzo wurde er 16. im Einzelspringen von der Normalschanze, Siebenter von der Grossschanze und zusammen mit Killian Peier, Marco Grigoli und Gregor Deschwanden Zehnter im Team.
In der olympischen Saison 2013/14 gewann Ammann am 29. Dezember 2013 das Auftaktspringen der 62. Vierschanzentournee. Diese beendete er hinter Thomas Diethart und Thomas Morgenstern auf dem dritten Platz. Am 7. Februar 2014 vertrat Ammann die Schweiz als Fahnenträger bei der Eröffnungsfeier der Olympischen Winterspiele 2014 in Sotschi. Nachdem er die Einzelwettbewerbe auf dem 17. Platz von der Normalschanze und dem 23. Platz von der Grossschanze abgeschlossen und aufgrund des auch ansonsten weitgehend enttäuschenden Saisonverlaufes über sein Karriereende nachgedacht hatte, kündigte er wenige Tage vor Saisonende die Fortsetzung seiner Laufbahn an.

«Ich spüre, dass der Zeitpunkt für einen Rücktritt noch nicht gekommen ist. Ich bin überzeugt, dass ich mit einem guten Aufbau weiterhin in der Weltspitze skispringen kann. Die Erfolge im ersten Teil der vergangenen Saison und auch die Erkenntnisse im Materialbereich sind vielversprechend.»

Darüber hinaus wurde er 16. im Einzel bei der Skiflug-Weltmeisterschaft 2014 in Harrachov und Siebenter im Gesamtweltcup der Saison 2013/14.

### Letzte Weltcupsiege, schwerer Sturz in Bischofshofen und technische Umstellung (2014–2015)

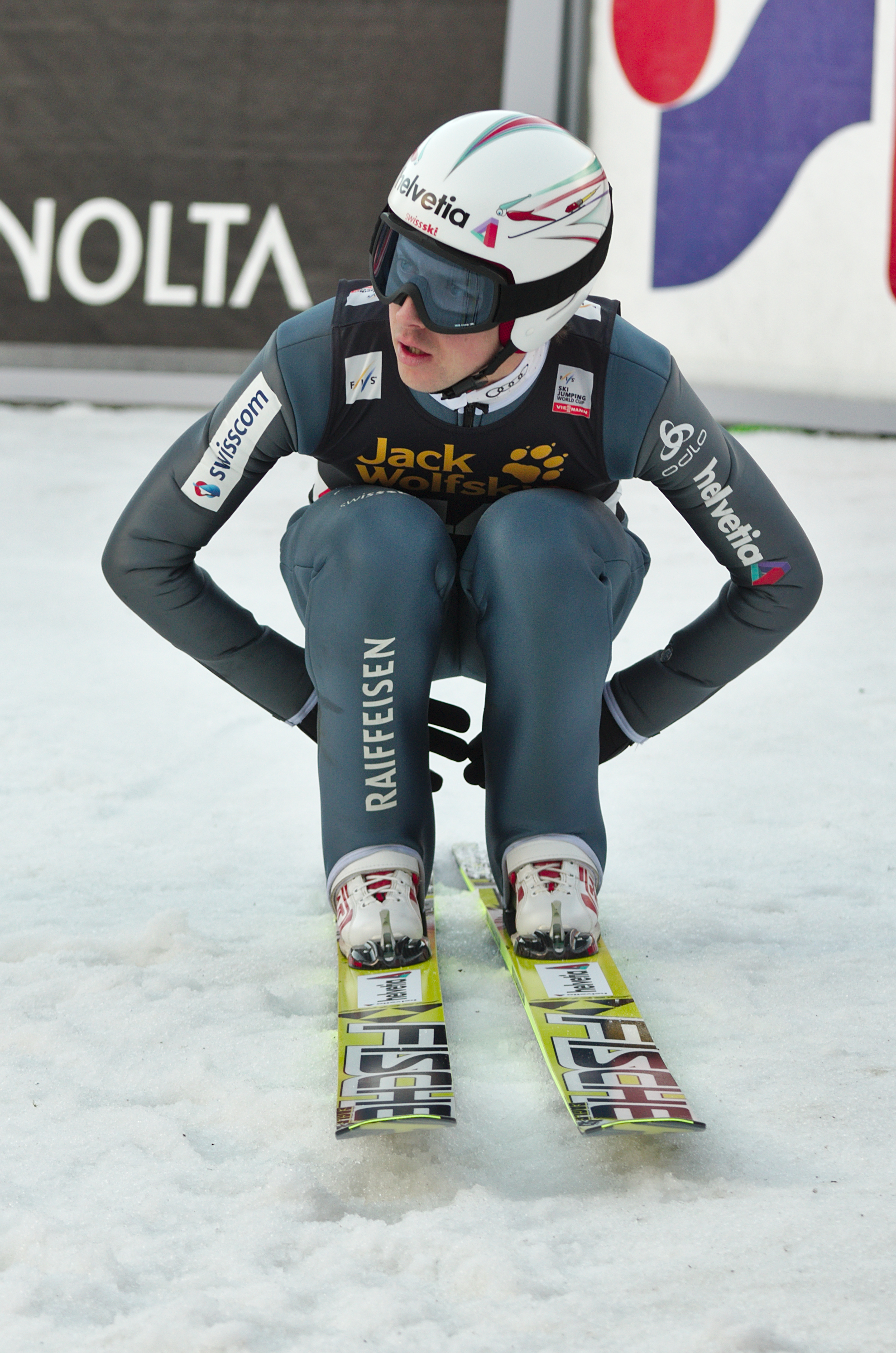
Ammann beim Weltcup in Engelberg (2014)

Am 28. November 2014 gewann er in Kuusamo einen Wettbewerb im Rahmen der Weltcup-Saison 2014/15. Am Tag darauf konnte er punktgleich mit Noriaki Kasai auch das zweite Springen von Kuusamo in dieser Saison gewinnen. Bei der Vierschanzentournee 2014/15 büsste Ammann bereits beim Auftaktspringen in Oberstdorf alle Chancen auf eine vordere Platzierung in der Gesamtwertung ein, als er bei der Landung nach seinem Sprung im ersten Durchgang im Neuschnee hängen blieb und mit dem Kopf voran stürzte; er blieb unverletzt. Am 6. Januar 2015 stürzte er auch beim Final der Tournee in Bischofshofen schwer und wurde nach kurzer Bewusstlosigkeit mit einer Gehirnerschütterung in ein Spital eingeliefert.
Ammann trat danach erst wieder bei den Nordischen Skiweltmeisterschaften 2015 im schwedischen Falun im Februar in Erscheinung, bei denen er im Einzelwettkampf von der Normalschanze, nachdem er zuvor die Qualifikation gewonnen hatte, 16. und in dem von der Grossschanze 23. wurde. Im Teamspringen verpasste er zusammen mit Killian Peier, Gregor Deschwanden und Gabriel Karlen den Finaldurchgang und wurde Zehnter. Den Gesamtweltcup schloss er in dieser Saison als Elfter ab. Nachdem Schweizer Medien aufgrund seines Sturzes in Bischofshofen wie im Vorjahr über sein Karriereende spekuliert hatten, verkündete Ammann im Mai 2015 abermals die Fortsetzung seiner Laufbahn für mindestens ein weiteres Jahr.
Infolge der Stürze in Oberstdorf und Bischofshofen durch Verkanten der Ski bei der Landung im Winter zuvor stellte Ammann im Sommer 2015 seine Bewegungsabläufe bei der Telemarklandung um. Statt wie in den 17 Jahren zuvor mit dem linken sprang er nun mit seinem stärkeren rechten Bein vorne auf, um den Landedruck besser auffangen zu können. Die vorherige Umstellung auf den Aufsprung mit dem «falschen linken Bein» hatte aus einem 1998 beim Inlineskaten erlittenen Innenbandriss im rechten Knie resultiert. Da diese Umstellung zu Unsicherheiten bei beziehungsweise Nichtsetzen der Telemarklandung führte, erhielt Ammann in der folgenden Saison oft Abzüge bei den Haltungsnoten, was entsprechend in geringeren Gesamtpunktzahlen resultierte.

### Platzierungen im Mittelfeld (2015–2019)
Diese darauffolgende Saison 2015/16 war dann die erste seit zehn Jahren, in der Ammann ohne Podiumsplatzierung im Weltcup blieb. Bestes Ergebnis war ein siebenter Platz beim Wettkampf in Titisee-Neustadt, im Gesamtweltcup kam er auf den 15. Rang. Bei der Skiflug-Weltmeisterschaft 2016 in Bad Mitterndorf wurde er hinter Anders Fannemel und Robert Kranjec Dritter in der Qualifikation für das Einzelfliegen und belegte im Wettkampf beim Titelgewinn von Peter Prevc Platz 16. Auch in der Saison 2016/17 konnte er keine Podestplätze im Weltcup erreichen und wurde 29. im Gesamtweltcup. Bei den Skiweltmeisterschaften 2017 in Lahti wurde er 21. beziehungsweise 14. im Einzel und mit Gregor Deschwanden, Andreas Schuler und Killian Peier Zehnter im Team.
In der Saison 2017/18 erreichte er beim Skifliegen in Bad Mitterndorf am 13. Januar 2018 erstmals seit einem dritten Platz am 10. März 2015 in Kuopio wieder eine Podiumsplatzierung im Weltcup. Knapp eine Woche später war er Teilnehmer bei der Skiflug-Weltmeisterschaft 2018 in Oberstdorf und wurde im Einzelfliegen Zwölfter sowie an der Seite von Andreas Schuler, Killian Peier und Gregor Deschwanden Sechster mit der Schweizer Mannschaft. Ammann fuhr auch zu den Olympischen Winterspielen 2018 in Pyeongchang, wo er Elfter im Einzel auf der Normalschanze und 13. in dem auf der Grossschanze wurde. Ein Schweizer Team war dort nicht am Start. Im Gesamtweltcup 2017/18 verbesserte er sich wieder auf den 19. Platz.
Die nacholympische Weltcup-Saison 2018/19 schloss er auf dem 24. Platz im Gesamtweltcup ab. Bestes Ergebnis war ein sechster Platz beim Skifliegen in Planica, wo er im Training mit einem Flug auf 243,0 Meter auch einen neuen nationalen Schweizer Weitenrekord aufgestellt hatte. Er überbot damit seine eigene Bestweite von bis dahin 239,5 Metern, die er zwei Jahre zuvor auf dem Vikersundbakken in Vikersund erreicht hatte. Bei den Nordischen Skiweltmeisterschaften 2019 in Seefeld in Tirol wurde er Zwölfter von der Normal- und 15. von der Grossschanze. Mit der Schweizer Mannschaft, zu der neben ihm auch Andreas Schuler, Luca Egloff und Killian Peier gehörten, belegte er den siebenten Rang im Mannschaftswettbewerb.

### Erste Continental-Cup-Siege und regelmässige Wettkampfpausen (seit 2019)
Im Sommer 2019 gewann Simon Ammann am 15. September in Lillehammer erstmals einen Wettkampf im Skisprung-Continental-Cup. Im Skisprung-Weltcup 2019/20, den er als 35. im Gesamtweltcup beendete, war sein bestes Ergebnis ein 16. Platz beim Auftaktspringen der Vierschanzentournee 2019/20 in Oberstdorf. Im Winter 2020/21 nahm Ammann nicht an der Skiflug-Weltmeisterschaft 2020 in Planica teil. Bei den Nordischen Skiweltmeisterschaften 2021 in Oberstdorf wurde er 20. im Einzel von der Normalschanze und 26. von der Grossschanze. Mit Dominik Peter, Andreas Schuler und Gregor Deschwanden erreichte er den siebenten Platz im Team. Neben einem Continental-Cup-Sieg in Innsbruck am 16. Januar 2021 wurde er 41. im Gesamtweltcup.
Bei den Olympischen Winterspielen 2022 in Peking belegte er in den Einzelwettbewerben von der Normal- und von der Grossschanze jeweils den 25. Platz. Mit der Schweizer Mannschaft wurde er an der Seite von Dominik Peter, Gregor Deschwanden und Killian Peier von der Grossschanze Achter. Es waren seine siebenten Winterspiele.
Im Jahr 2025 nahm er zum dreizehnten Mal an Nordischen Ski-Weltmeisterschaften teil und stellte damit den Rekord von Noriaki Kasai ein.

## Rezeption
Seine ersten beiden Olympiasiege führten Ammann auf die Titelseite der New York Times sowie zu Auftritten bei der Tonight Show mit Jay Leno und bei Late Night with David Letterman. Am 2. März 2002 war Simon Ammann gemeinsam mit den drei deutschen Olympiasiegerinnen Anni Friesinger, Sylke Otto und Evi Sachenbacher bei der von Thomas Gottschalk moderierten Fernsehshow Wetten, dass..? in Leipzig zu Gast.
Sein äusseres Erscheinungsbild mit dem silbernen Mantel der Schweizer Delegation bei den Olympischen Winterspielen 2002 brachte ihm in den Medien den Vergleich mit der Figur Harry Potter aus der gleichnamigen Romanreihe Harry Potter und den Spitznamen «Harry Potter der Lüfte» ein. Er selbst äusserte sich dazu 2002 in einem Interview mit der Welt am Sonntag auf die Frage, ob er diese Vergleiche möge.

«Das Gute daran war, dass Harry Potter auf der ganzen Welt bekannt ist. In Amerika hat mir das eine ungeheure Popularität verschafft. Aber meine Geschichte ist eben keine Phantasie, kein Märchen. Ich habe sofort erkannt, was ein Doppel-Olympiasieg bedeutet. Was dann auf mich zukam, war nicht absehbar, aber ich […] stehe mit beiden Beinen auf dem Boden. Ich muss mich schon distanzieren von einer Phantasiefigur aus einem Buch.»

Er gab ferner an, bis dahin auch noch keinen der Harry-Potter-Romane gelesen zu haben.
Ammann wurde zweimal zum Schweizer Sportler des Jahres gewählt, jeweils nach seinen Olympiasiegen 2002 und 2010. Bei der ersten Ehrung überreichte ihm Walter Steiner die Trophäe. Zudem wurde er 2010 zum Ehrenbürger seiner Heimatgemeinde Wildhaus-Alt St. Johann ernannt.
Das Engagement Simon Ammanns im Verwaltungsrat der Toggenburg Bergbahnen führte zu Kritik, weil sich die Unternehmung weigerte, ab der Wintersaison 2019/20 ein gemeinsames Winterticket für die Skiregionen Unterwasser und Wildhaus anzubieten. 2020 kandidierte er erfolglos als Gemeinderat in Wildhaus-Alt St. Johann. Er wurde bei einem absoluten Mehr von 603 Stimmen lediglich von 209 Stimmbürgerinnen und Stimmbürgern gewählt.
Am 15. Januar 2024 wurde ein Asteroid, ein Jupiter-Trojaner, nach ihm benannt: (601227) Ammann. Ausserdem ist der ehemalige deutsche Skispringer Simon Spiewok nach ihm benannt.

## Erfolge

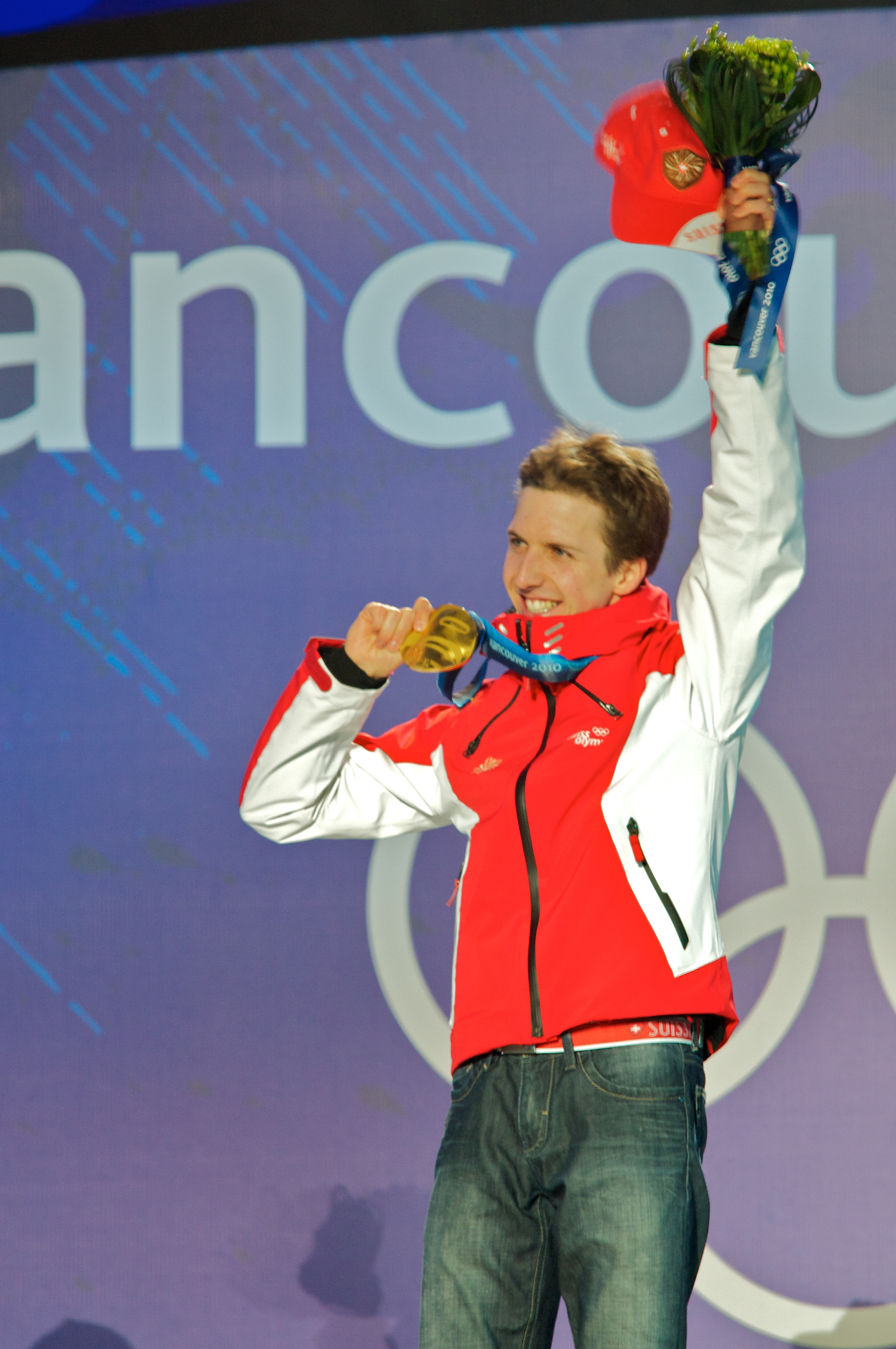
Ammann bei den Olympischen Winterspielen 2010

### Olympische Winterspiele
Olympische Winterspiele 2002 in Salt Lake City
- Gold im Einzelspringen (Normalschanze)
- Gold im Einzelspringen (Grossschanze)

Olympische Winterspiele 2010 in Vancouver
- Gold im Einzelspringen (Normalschanze)
- Gold im Einzelspringen (Grossschanze)

### Weltmeisterschaften
Nordische Skiweltmeisterschaften 2007 in Sapporo
- Gold im Einzelspringen (Grossschanze)
- Silber im Einzelspringen (Normalschanze)

Nordische Skiweltmeisterschaften 2009 in Liberec
- Bronze im Einzelspringen (Normalschanze)

Skiflug-Weltmeisterschaft 2010 in Planica
- Gold im Einzelspringen

Nordische Skiweltmeisterschaften 2011 in Oslo
- Bronze im Einzelspringen (Grossschanze)

### Weltcupsiege im Einzel
| Nr. | Datum             | Ort                    | Typ          |
| --- | ----------------- | ---------------------- | ------------ |
| 01. | 17. März 2002     | Oslo                   | Grossschanze |
| 02. | 2. Dezember 2006  | Lillehammer            | Grossschanze |
| 03. | 18. März 2007     | Oslo                   | Grossschanze |
| 04. | 29. November 2008 | Kuusamo                | Grossschanze |
| 05. | 7. Dezember 2008  | Trondheim              | Grossschanze |
| 06. | 13. Dezember 2008 | Pragelato              | Grossschanze |
| 07. | 20. Dezember 2008 | Engelberg              | Grossschanze |
| 08. | 29. Dezember 2008 | Oberstdorf             | Grossschanze |
| 09. | 6. Dezember 2009  | Lillehammer            | Grossschanze |
| 10. | 18. Dezember 2009 | Engelberg              | Grossschanze |
| 11. | 20. Dezember 2009 | Engelberg              | Grossschanze |
| 12. | 17. Januar 2010   | Sapporo                | Grossschanze |
| 13. | 3. Februar 2010   | Klingenthal            | Grossschanze |
| 14. | 7. März 2010      | Lahti                  | Grossschanze |
| 15. | 9. März 2010      | Kuopio                 | Grossschanze |
| 16. | 12. März 2010     | Lillehammer            | Grossschanze |
| 17. | 14. März 2010     | Oslo                   | Grossschanze |
| 18. | 1. Januar 2011    | Garmisch-Partenkirchen | Grossschanze |
| 19. | 22. Januar 2011   | Zakopane               | Grossschanze |
| 20. | 13. März 2011     | Lahti                  | Grossschanze |
| 21. | 29. Dezember 2013 | Oberstdorf             | Grossschanze |
| 22. | 28. November 2014 | Kuusamo                | Grossschanze |
| 23. | 29. November 2014 | Kuusamo                | Grossschanze |

### Grand-Prix-Siege im Einzel
| Nr. | Datum              | Ort          | Typ           |
| --- | ------------------ | ------------ | ------------- |
| 1.  | 2. September 2007  | Kranj        | Normalschanze |
| 2.  | 13. September 2008 | Hakuba       | Grossschanze  |
| 3.  | 14. September 2008 | Hakuba       | Grossschanze  |
| 4.  | 9. August 2009     | Hinterzarten | Normalschanze |
| 5.  | 12. August 2009    | Pragelato    | Grossschanze  |
| 6.  | 14. August 2009    | Courchevel   | Grossschanze  |

### Continental-Cup-Siege im Einzel
| Nr. | Datum              | Ort         | Typ          |
| --- | ------------------ | ----------- | ------------ |
| 1.  | 15. September 2019 | Lillehammer | Grossschanze |
| 2.  | 16. Januar 2021    | Innsbruck   | Grossschanze |

## Statistik

### Weltcup-Platzierungen
| Saison  | Platz | Punkte |
| ------- | ----- | ------ |
| 1997/98 | 070.  | 0022   |
| 1999/00 | 045.  | 0046   |
| 2001/02 | 007.  | 0628   |
| 2002/03 | 028.  | 0202   |
| 2003/04 | 013.  | 0511   |
| 2004/05 | 023.  | 0243   |
| 2005/06 | 017.  | 0305   |
| 2006/07 | 003.  | 1167   |
| 2007/08 | 009.  | 0728   |
| 2008/09 | 002.  | 1776   |
| 2009/10 | 001.  | 1649   |
| 2010/11 | 002.  | 1364   |
| 2011/12 | 011.  | 0731   |
| 2012/13 | 014.  | 0553   |
| 2013/14 | 007.  | 0733   |
| 2014/15 | 011.  | 0646   |
| 2015/16 | 015.  | 0480   |
| 2016/17 | 029.  | 0147   |
| 2017/18 | 019.  | 0312   |
| 2018/19 | 024.  | 0313   |
| 2019/20 | 035.  | 0081   |
| 2020/21 | 041.  | 0077   |
| 2021/22 | 041.  | 0064   |
| 2022/23 | 047.  | 0038   |
| 2023/24 | 052.  | 0027   |
| 2024/25 | 065.  | 0002   |

### Vierschanzentournee-Platzierungen
| Saison  | Platz | Punkte |
| ------- | ----- | ------ |
| 2001/02 | 006.  | 0961,4 |
| 2002/03 | 024.  | 0660,7 |
| 2003/04 | 014.  | 0923,2 |
| 2004/05 | 037.  | 0399,6 |
| 2005/06 | 013.  | 0964,3 |
| 2006/07 | 003.  | 0931,9 |
| 2007/08 | 015.  | 0871,5 |
| 2008/09 | 002.  | 1091,1 |
| 2009/10 | 005.  | 1008,3 |
| 2010/11 | 002.  | 0928,4 |
| 2011/12 | 019.  | 0710,8 |
| 2012/13 | 027.  | 0722,7 |
| 2013/14 | 003.  | 0992,4 |
| 2014/15 | 017.  | 0898,9 |
| 2015/16 | 011.  | 0970,9 |
| 2016/17 | 044.  | 0303,0 |
| 2017/18 | 029.  | 0576,3 |
| 2018/19 | 013.  | 0945,8 |
| 2019/20 | 027.  | 0738,4 |
| 2020/21 | 047.  | 0305,3 |
| 2021/22 | 037.  | 0594,3 |
| 2023/24 | 032.  | 0571,4 |

### Grand-Prix-Platzierungen
| Saison | Platz | Punkte |
| ------ | ----- | ------ |
| 1999   | 037.  | 0025   |
| 2001   | 022.  | 0069   |
| 2002   | 012.  | 0101   |
| 2004   | 034.  | 0026   |
| 2005   | 018.  | 0095   |
| 2006   | 004.  | 0393   |
| 2007   | 008.  | 0271   |
| 2008   | 002.  | 0617   |
| 2009   | 001.  | 0537   |
| 2010   | 019.  | 0104   |
| 2011   | 047.  | 0040   |
| 2012   | 006.  | 0305   |
| 2013   | 014.  | 0180   |
| 2014   | 023.  | 0096   |
| 2015   | 034.  | 0083   |
| 2016   | 040.  | 0069   |
| 2017   | 013.  | 0161   |
| 2018   | 050.  | 0027   |
| 2019   | 033.  | 0062   |
| 2020   | 010.  | 0049   |
| 2021   | 031.  | 0060   |
| 2023   | 059.  | 0020   |
| 2024   | 055.  | 0022   |

### Continental-Cup-Platzierungen
| Saison  | Platz | Punkte |
| ------- | ----- | ------ |
| 1998/99 | 135.  | 0071   |
| 1999/00 | 111.  | 0106   |
| 2000/01 | 145.  | 0046   |
| 2001/02 | 125.  | 0069   |
| 2005/06 | 054.  | 0162   |
| 2012/13 | 119.  | 0044   |
| 2016/17 | 058.  | 0162   |
| 2018/19 | 101.  | 0040   |
| 2019/20 | 049.  | 0150   |
| 2020/21 | 036.  | 0124   |
| 2022/23 | 100.  | 0014   |

### Schanzenrekorde
| Ort                    | Land        | Weite               | aufgestellt am    | Rekord bis        |
| ---------------------- | ----------- | ------------------- | ----------------- | ----------------- |
| Engelberg              | Schweiz     | 137,0 m (HS: 137 m) | 15. Dezember 2001 | 20. Dezember 2003 |
| Trondheim              | Norwegen    | 140,0 m (HS: 140 m) | 7. Dezember 2008  | 3. Januar 2009    |
| Pragelato              | Italien     | 144,0 m (HS: 140 m) | 13. Dezember 2008 | aktuell           |
| Lillehammer            | Norwegen    | 146,0 m (HS: 138 m) | 6. Dezember 2009  | aktuell           |
| Engelberg              | Schweiz     | 141,0 m (HS: 137 m) | 20. Dezember 2009 | 20. Dezember 2015 |
| Garmisch-Partenkirchen | Deutschland | 143,5 m (HS: 140 m) | 1. Januar 2010    | 1. Januar 2021    |
| Zakopane               | Polen       | 140,5 m (HS: 134 m) | 23. Januar 2010   | 27. Januar 2018   |
| Vancouver-Whistler     | Kanada      | 108,0 m (HS: 106 m) | 23. Februar 2010  | aktuell           |
| Klingenthal            | Deutschland | 145,0 m (HS: 140 m) | 1. Februar 2011   | 2. Februar 2011   |
| Kuopio                 | Finnland    | 106,0 m (HS: 100 m) | 10. März 2015     | aktuell           |